# 珀西·霍奇
珀西·霍奇（英語：Percy Hodge，1890年12月26日—1967年12月27日），英国男子田径运动员，主攻障碍赛跑。他曾代表英国参加1920年夏季奥林匹克运动会田径比赛，获得男子3000米障碍赛金牌。